# スティエパン・ヴク・コトロマニッチ

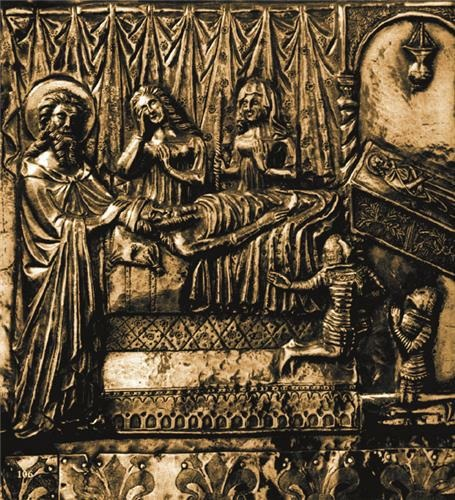
スティエパン2世コトロマニッチの死の床に集まるコトロマニッチ家の人々（1380年ごろに製作された聖シメオンの棺の飾り板）。母イェレナ・シュビッチ、従妹エリザベタと共にいる2人の子どもがヴクと兄トヴルトコであるとされるが、2人がいずれもトヴルトコを描いたものであるとする説もある。

スティエパン・ヴク・コトロマニッチ (Stjepan Vuk Kotromanić、1378年以降没) は、コトロマニッチ家のボスニアのバン(在位: 1366年 - 1367年)。

## 生涯

### 家族と兄のバン即位
ヴクはヴラディスラヴ・コトロマニッチとイェレナ・シュビッチの末子である。父方の叔父はバンのスティエパン2世コトロマニッチで、彼が1353年に死去するとヴクの兄スティエパン・トヴルトコ1世が後を継いだ。この時、父ヴラディスラヴが摂政を務め、彼が1354年に死去すると今度は母イェレナが摂政となった。この年にイェレナと共にハンガリー王ラヨシュ1世のもとを訪れスティエパン・トヴルトコ1世のバン位継承の承認を求めているが、ヴクはこれに同行している。そして1357年に成人したスティエパン・トヴルトコ1世が親政を始めた。1357年7月、スティエパン・トヴルトコ1世とヴクは、ラヨシュ1世によってボスニアとウソラの共同君主として承認されたが、その際2つの条件が課せられた。一つは兄弟のどちらかがラヨシュ1世の宮廷に滞在すること、もう一つは兄弟が「異端」ボスニア教会を弾圧するよう努めるということであった。

### 短期間の治世と亡命
1366年2月、ボスニアで不平領主が大規模な反乱を起こし、スティエパン・トヴルトコ1世とイェレナはラヨシュ1世の宮廷に亡命した。代わりにヴクがバンの位を継いだ。彼がバンとして真剣に統治に取り組んだのは確かであるが、先の兄に対する反乱がヴクの扇動によるものだったのか、単に傀儡君主として貴族たちにヴクが祭り上げられただけなのかは定かではない。いずれにせよ一か月の間に、スティエパン・トヴルトコ1世はハンガリーの援軍を率いてボスニアに帰国した。3月末までにヴクはボスニアの一部を兄に奪われたが、首都ボボヴァチは維持し続けた 。しかし1367年後半、貴族のサンコ・ミルテノヴィチがヴクから離反してスティエパン・トヴルトコ1世につき、ザフムリェの大部分がスティエパン・トヴルトコ1世の支配下にはいった。同年のうちにヴクは廃位され、亡命した。

### 兄との抗争と和解
ボスニアを追われたヴクは、他の外国に支援を求め地位を取り戻そうとした。特にローマ教皇ウルバヌス5世には、ボスニア教会に対する十字軍結成を煽って味方につけようと図った。しかしラヨシュ1世がスティエパン・トヴルトコ1世を強力に支援し保護していたため、ヴクの目論見は実現しなかった。1374年までに、おそらくスティエパン・トヴルトコ1世のブルガリア皇女ドロテアとの結婚を機に、彼とヴクの兄弟は和解した。ヴクはボスニアに戻り、副バンともいえる立場で兄を支え、兄の発行する憲章の証人に名を連ねるなどした。ヴクは1378年以降に死去したと考えられている。